# Odlingstjärnen, Norrbotten
Odlingstjärnen är en sjö i Piteå kommun i Norrbotten och ingår i Byskeälvens huvudavrinningsområde. Sjöns area är 0,008 kvadratkilometer och den befinner sig 340 meter över havet.